# Sy Adama
Sy Adama (1945) es un político e ingeniero agrónomo de Mauritania, Ministro de Vivienda, Urbanismo y Planificación desde el 1 de septiembre de 2008.
Formado en la Universidad Estatal de Oregón, Estados Unidos, máster en Ciencias, especialidad agronomía y entomología.
Ha sido Jefe de Estudios y Programas de la Dirección General de Agricultura, director del Centro Nacional de Recursos Agrícolas y Pesqueros, consejero del Ministerio de Desarrollo Rural, coordinador del Programa de Desarrollo Multisectorial y director general del Programa de Apoyo para la Seguridad Alimentaria de la Comisión Europea en Mauritania.
En julio de 2008 fue nombrado Ministro de Pesca en el gobierno de Yahya Ould Ahmed Waghf. Tras la formación del gobierno formado en septiembre de dicho año, por el Alto Consejo de Estado que llevó a término el golpe de Estado de agosto, fue nombrado Ministro de Vivienda, Urbanismo y Planificación.